# Beatty (Nevada)
Beatty é uma Região censo-designada localizada no estado americano de Nevada, no Condado de Nye.

## Demografia
Segundo o censo americano de 2000, a sua população era de 1154 habitantes.

## Geografia
De acordo com o United States Census Bureau tem uma área de 
454,9 km², dos quais 454,9 km² cobertos por terra e 0,0 km² cobertos por água. Beatty localiza-se a aproximadamente 1008 m acima do nível do mar.

## Localidades na vizinhança
O diagrama seguinte representa as localidades num raio de 104 km ao redor de Beatty. 